# エドワード・プランケット (第12代ダンセイニ男爵)
第12代ダンセイニ男爵エドワード・プランケット（英語: Edward Plunkett, 12th Baron of Dunsany、1713年 – 1781年6月9日）は、アイルランド王国の貴族。

## 生涯
第11代ダンセイニ男爵ランダル・プランケットと2人目の妻ブリジット・フレミング（Bridget Fleming、1689年4月 – 1769年頃?、リチャード・フレミングの娘）の息子として、1713年に生まれた。
1734年8月、メアリー・アレン（Mary Allen、アイルランド庶民院議員フランシス・アレンの娘）と結婚、1男2女をもうけた。
- ランダル（1739年 – 1821年） - 第13代ダンセイニ男爵
- ブリジット - ヒュー・マクガイア（Hugh McGuire）と結婚
- ローズ - カロンドル侯爵（Marquis de Carondelet）と結婚

1735年3月16日に父が死去すると、ダンセイニ男爵の爵位を継承、同年にアイルランド国教会を遵奉したが、アイルランド貴族院に爵位の承認を求めることはなかった。
1781年6月9日にダブリンで死去、息子ランダルが爵位を継承した。